# 大河水库 (晋宁)
大河水库是中国云南省昆明市晋宁区东部晋城镇境内的一座水库，位于淤泥河上游大河上，建于1960年。水库正常库容为1450万立方米，集雨面积为44平方千米，海拔为2022.5米。大河水库为昆明市主城区6个集中式饮用水水源地之一。